# 논산군 을
논산군 을은 대한민국의 옛 국회의원 선거구이다. 당시 충청남도 논산군의 일부 지역을 관할했다.

## 역사
제헌 국회의원 선거를 앞두고 논산군 연산면, 두마면, 대곡면, 양촌면, 가야곡면, 구자곡면, 은진면, 채운면 지역을 관할하는 선거구로 신설되었다.
제6대 국회의원 선거를 앞두고 논산군 갑, 을 선거구가 통합되면서 논산군 선거구를 이루게 됨에 따라 폐지되었다.

## 역대 국회의원
| 선거   | 정당 | 정당               | 의원   |
| ------ | ---- | ------------------ | ------ |
| 1948년 |      | 무소속             | 최운교 |
| 1950년 |      | 대한독립촉성국민회 | 윤담   |
| 1954년 |      | 무소속             | 육완국 |
| 1958년 |      | 민주당             | 윤담   |
| 1960년 |      | 민주당             | 윤담   |

## 역대 선거 결과

### 대한민국 제헌 국회의원 선거
|  | 35.79% |

|  | 19.52% |

|  | 17.99% |

|  | 10.93% |

|  | 10.47% |

|  | 5.28% |

### 대한민국 제2대 국회의원 선거
|  | 100.00% |

|  | 0% |

|  | 0% |

|  | 0% |

|  | 0% |

|  | 0% |

|  | 0% |

|  | 0% |

### 대한민국 제3대 국회의원 선거
|  | 19.10% |

|  | 16.30% |

|  | 15.93% |

|  | 12.21% |

|  | 9.95% |

|  | 9.38% |

|  | 6.28% |

|  | 5.36% |

|  | 2.93% |

|  | 2.49% |

|  | 0% |

|  | 0% |

### 대한민국 제4대 국회의원 선거
|  | 39.50% |

|  | 35.51% |

|  | 11.35% |

|  | 9.77% |

|  | 3.85% |

### 대한민국 제5대 국회의원 선거
|  | 44.90% |

|  | 22.52% |

|  | 11.70% |

|  | 11.50% |

|  | 4.80% |

|  | 4.54% |